# Station Wimbledon
Wimbledon is een station van South Western Railway, de metro van Londen aan de District Line en lijn 1 van Tramlink. Het station, dat in 1838 is geopend, ligt in de wijk Wimbledon.

## Geschiedenis
De London and South Western Railway (L&SWR) opende het eerste deel van haar spoorlijn tussen Londen en Southampton op 21 mei 1838. Het eerste stuk liep tussen Nine Elms en Woking en had onder andere een station in Wimbledon. De perrons lagen toen ten zuiden van Wimbledon Bridge. Op 22 oktober 1855 opende de Wimbledon and Croydon Railway het tracé dat sinds 1997 door tramlink wordt gebruikt. Aan de noordkant opende op 1 oktober 1868 de Tooting, Merton and Wimbledon Railway de spoorlijn naar Streatham en op 3 juni 1889 verlengde de District Railway haar lijn tussen Londen en Putney Bridge tot Wimbledon. Hiermee kreeg Wimbledon een aansluiting op het Londense metronet. Deze uitbreidingen waren aanleiding om de perrons van de spoorlijn aan de noordkant van het Wimbledon Viaduct naast de kopsporen van de District railway te leggen. 
Op 27 augustus 1905 schakelde de District Railway over op elektrische tractie, de voorstadslijnen gingen rond de Eerste Wereldoorlog over op elektrische tractie. De langeafstandsdiensten werden tot 1967 gereden met stoomtractie. De rechtsopvolger van de L&SWR, Southern Railway wilde in 1921 een lijn tussen Wimbledon en Sutton bouwen. In 1910 had de Wimbledon and Sutton Railway, een dochterbedrijf van de District Railway, parlementaire goedkeuring gekregen voor de aanleg van de lijn maar de Eerste Wereldoorlog leidde tot opschorting. De concurrent van SR, de Underground Electric Railways Company of London Limited (UERL), had in 1913 de City and South London Railway gekocht en was al eigenaar van de District Railway. De UERL wilde bij Morden een gemeenschappelijk depot voor haar lijnen op de zuidoever van de Theems bouwen en de beide lijnen langs dat depot verlengen naar Sutton. SR maakte bezwaar tegen de plannen van UERL die waarschijnlijk veel reizigers zou afsnoepen in haar werkgebied. In 1923 kwamen de bedrijven tot een marktverdeling in Zuid-Londen. UERL mocht de C&SLR doortrekken tot Morden en deed afstand van de Wimbledon and Sutton Railway. UERL ging voortvarend te werk en opende haar lijn in 1926, SR opende het deel tussen Wimbledon en South Merton op 7 juli 1929 en het tweede deel op 5 januari 1930. 
In het kader van de nieuwe lijn naar Sutton werd ook een nieuw stationsgebouw opgetrokken uit portlandsteen. In 1949 begon op het station de inzet van een 'Railway Collection Dog' die met een doos op de rug geld inzamelde voor de Southern Railwaymen's Homes in Woking. Airedale Terrier "Laddie" zamelde tot 1956 meer dan £ 5.000 in voor de bewoners van het tehuis en verhuisde toen zelf naar het tehuis. Na zijn dood werd de hond opgezet en in een glazen kast langs spoor 5 geplaatst waar de geldinzameling werd voortgezet. In 1990 werd de hond opgenomen in de National Railway Collection waarmee het verblijf op het station werd beëindigd. Op 2 juni 1997 werd de Wimbledon and Croydon Railway gesloten voor de ombouw tot tramlijn, de Tramlink, de verbouwing was gereed op 30 mei 2000. Het zuidelijke deel van spoor 10 werd gebruikt als enkelsporig eindpunt van de tram, het noordelijke deel als zuidelijk eindpunt van Thameslink. In 2015 werd perron 10 opgesplitst in 10a en 10b om de frequentie van de tram op te voeren, hierbij werd het kopspoor van Thameslink verwijderd. Sinds april 2016 rijden er 12 in plaats van 8 trams per uur. 

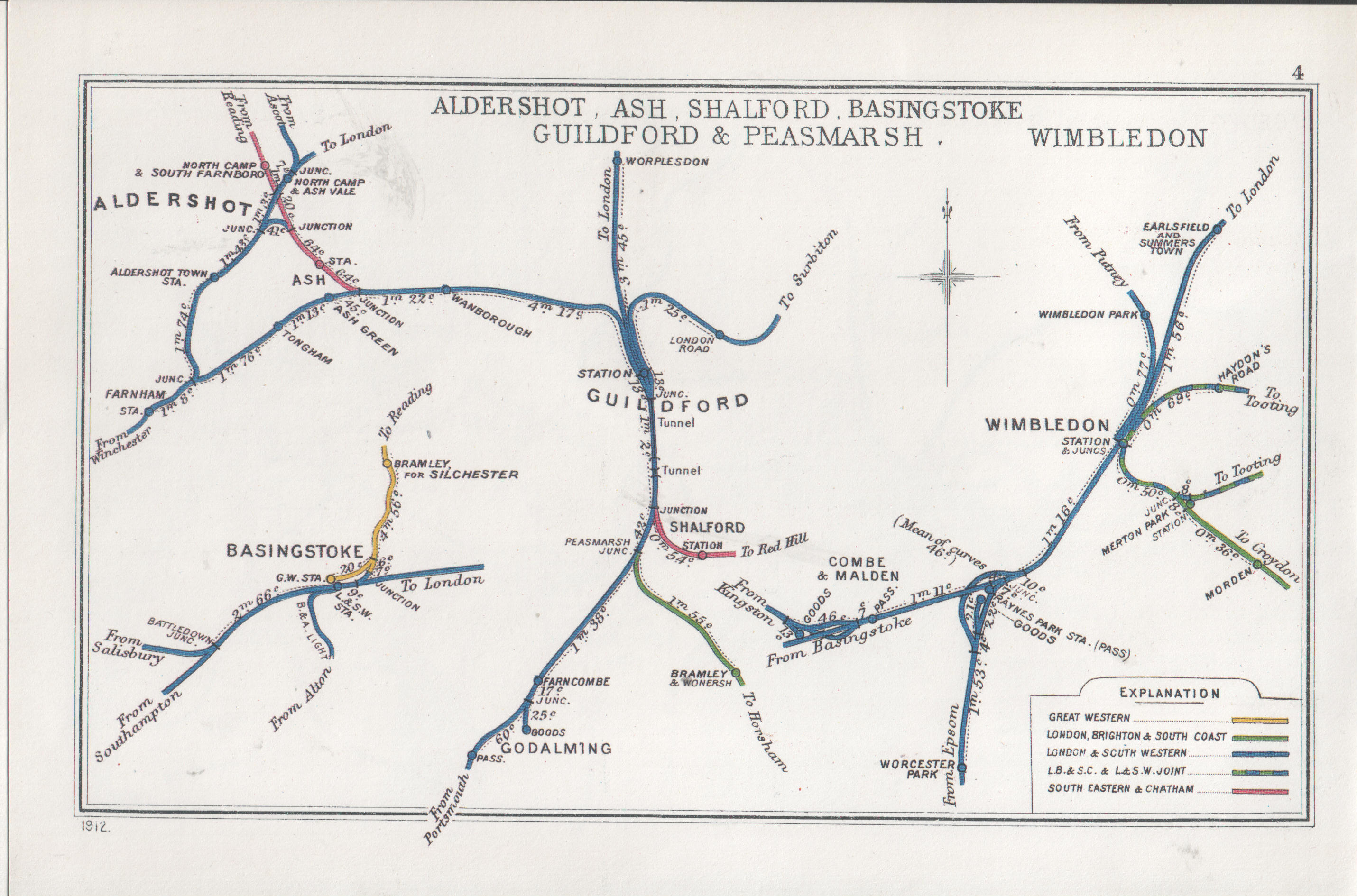
Spoorlijnen in zuidwest Londen in 1912
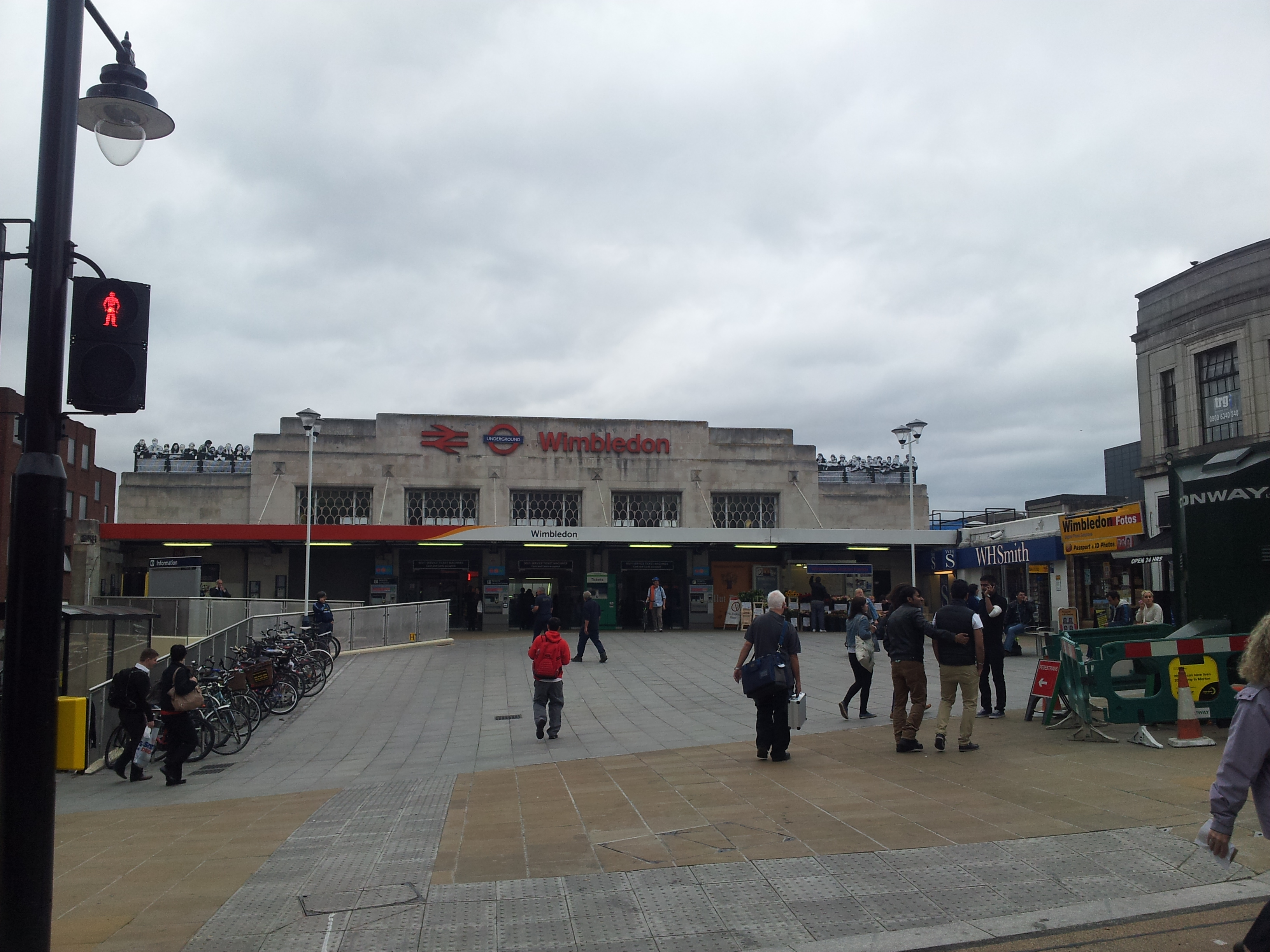
Het stationsgebouw uit 1929
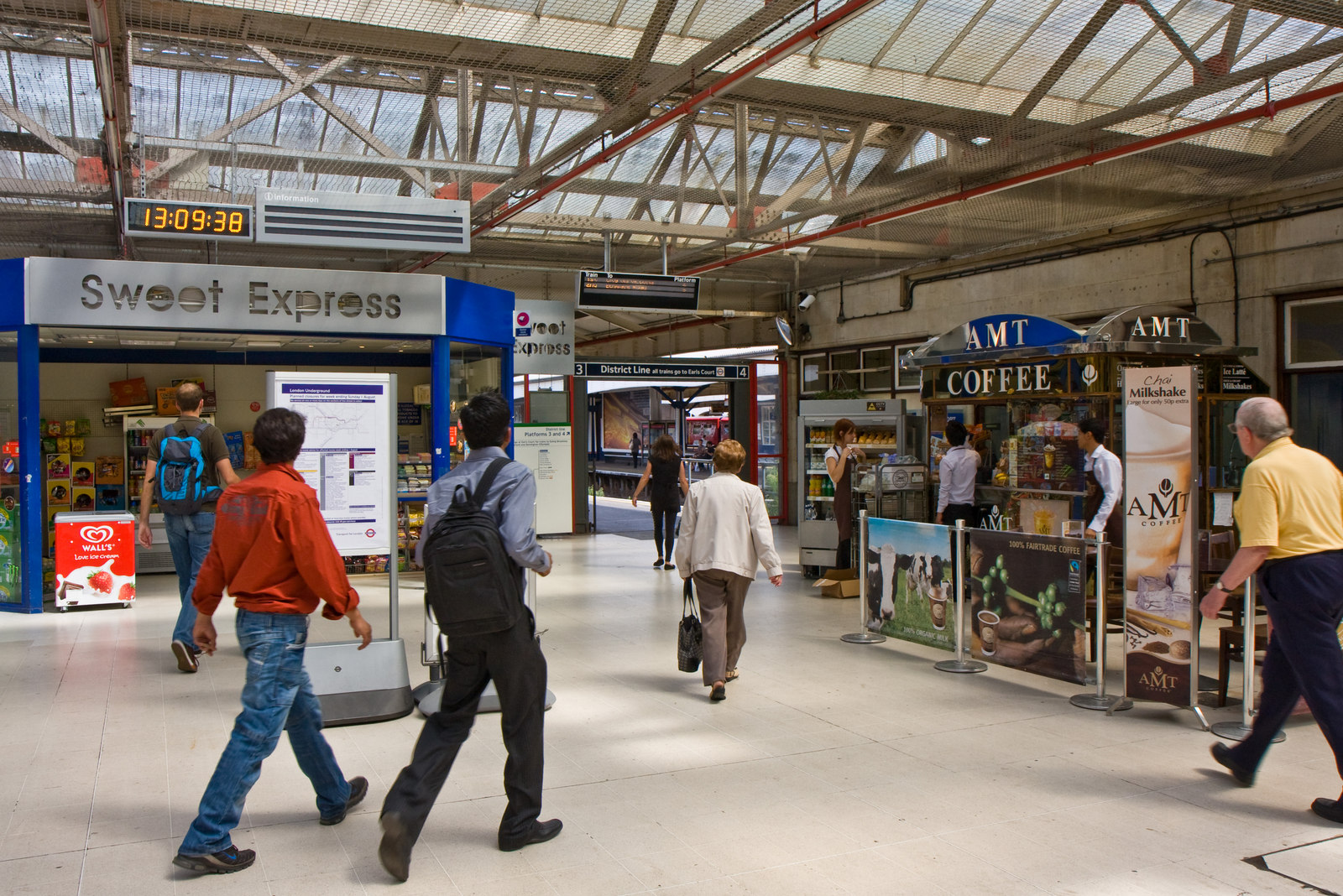
De stationshal bij de metroperrons
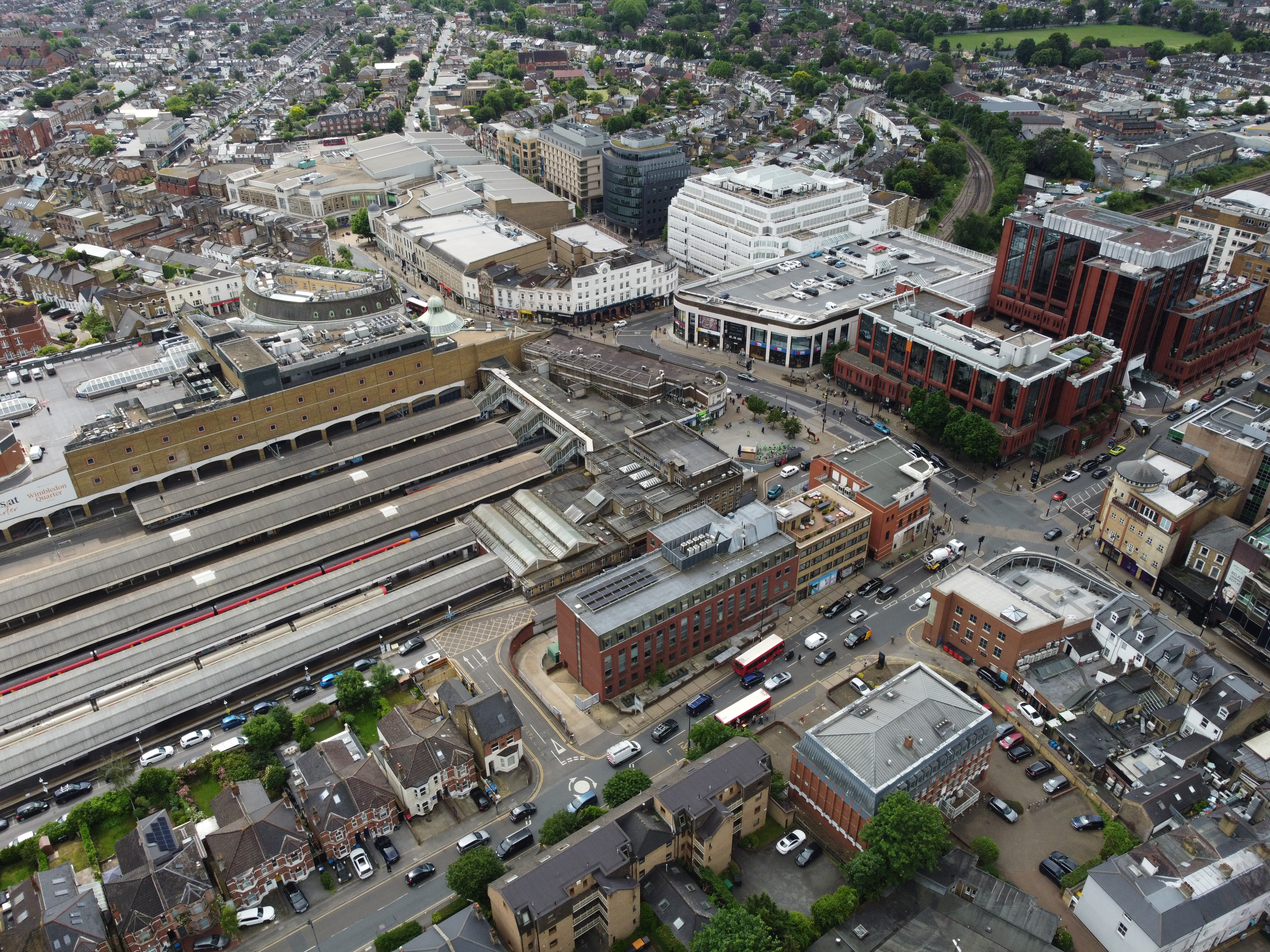
Luchtopname, 2024

## Ligging en inrichting
Het station ligt op 11,6 kilometer van Waterloo aan de South West Mainline tussen Londen en Southampton, als enige Londense station biedt het een overstap tussen Tramlink en de metro. Het station kent 11 sporen waarvan de vier westelijkste kopsporen zijn voor de metro. De South West Mainline heeft twee eilandperrons met aan de buitenzijde de sporen 5 en 8 voor het voorstadsverkeer en in het midden de sporen 6 en 7 voor langeafstandsdiensten. Deze perrons zijn toegankelijk vanaf de loopbrug boven de sporen die sinds maart 2014 met schuifhekken kan worden afgesloten. Het oostelijkste eilandperron wordt gebruikt door Thameslink (spoor 9) en Tramlink (spoor 10a en 10b).
Tot 14 maart 2011 konden auto's voorrijden om reizigers weg te brengen en op te halen. Hierdoor was er weinig ruimte beschikbaar voor voetgangers wat vooral bij drukte problematisch was. De ombouw werd met een spoedprocedure gestart. In juni 2011 was het stationsplein geheel nieuw geplaveid en klaar om de verwachtte drukte rond het tennistoernooi op te vangen.

## Reizigersdiensten
Het station is een belangrijk overstappunt tussen de treindiensten van South Western Railway en Thameslink, de District Line van de metro en Tramlink. Door de week worden sommige spitsdiensten gereden door Southern, 's avonds naar London Bridge en 's ochtends naar Sutton, op de Thameslink. De meeste sneltreinen van South Western stoppen alleen tijdens het tennistoernooi in Wimbledon. South Western Railway rijdt in noordelijke richting van en naar Waterloo, in zuidelijke richting wordt gereden van en naar Dorking, Richmond, Guildford, Cobham & Stoke D'Abernon , Hampton Court , Epsom , Shepperton , Chessington South en Woking, op zondag wordt tevens gereden van en naar Basingstoke en Alton. Thameslink rijdt afwisselend via Tooting en Morden South twee treinen per uur van en naar Luton. London Trams verzorgd tramdiensten naar Beckenham Junction en Elmers End die onder andere de spoorwegstations Mitcham Junction , West Croydon en East Croydon aandoen. De District Line biedt rechtstreekse diensten met Barking , Tower Hill en Edgware Road . De procedure met aan en afmelden met de Oyster Card (OV chipkaart) wijkt af van de gebruikelijke gang van zaken bij Londense metro. Normaal gesproken moeten reizigers met een Oyster Card zich aanmelden bij het begin van de reis en afmelden aan het eind van de reis en wordt het maximum tarief berekend indien dit niet gebeurt. Tramreizigers kunnen zich echter niet afmelden op de tramhaltes zodat tramreizigers zich achter de toegangspoortjes nogmaals moeten aanmelden zodat het systeem weet dat er geen sprake is van een trein of metroreis. In omgekeerde richting treedt hetzelfde probleem op omdat de niet aangemelde tramreiziger door het passeren van de toegangspoortjes wordt geboekt als metro/treinreiziger, de uitstappende tramreiziger zal zich dus ook extra moeten afmelden op het tramperron om dit te voorkomen. Tijdens het jaarlijkse tennistoernooi rijdt een pendelbus tussen het station en de tennisbanen aan Church Road.

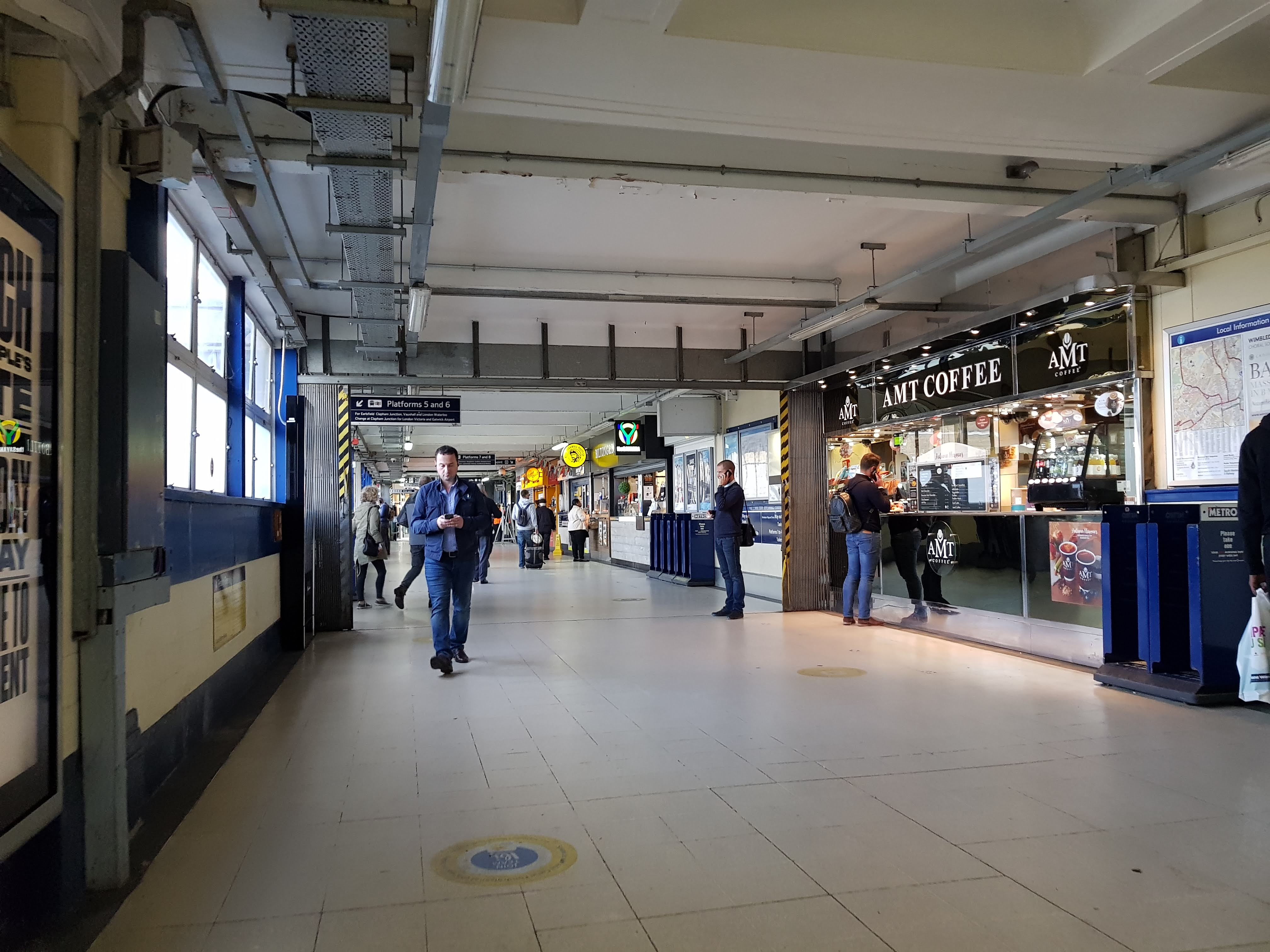
De loopbrug met winkels boven de sporen
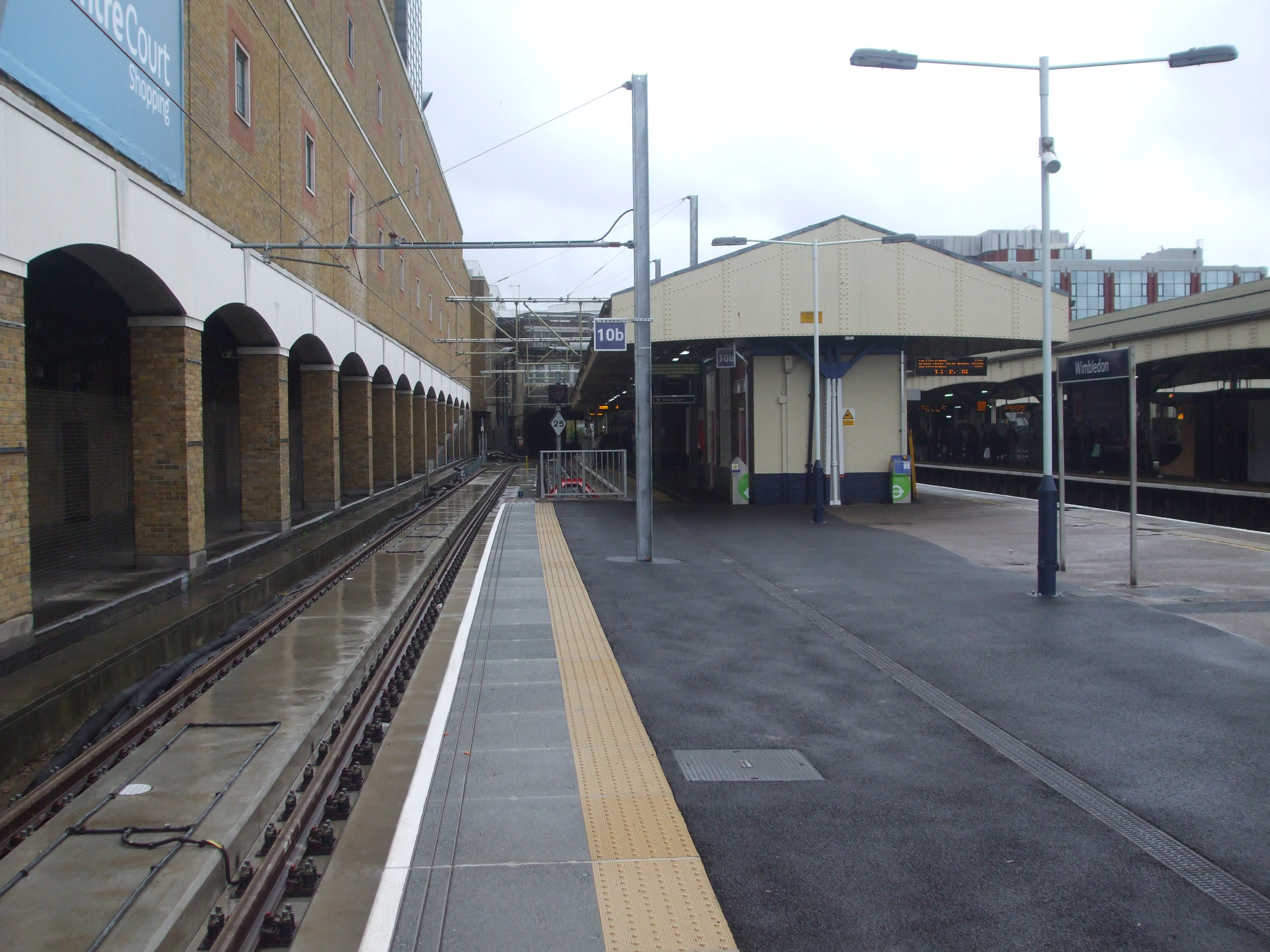
De versprongen perrons van Tramlink
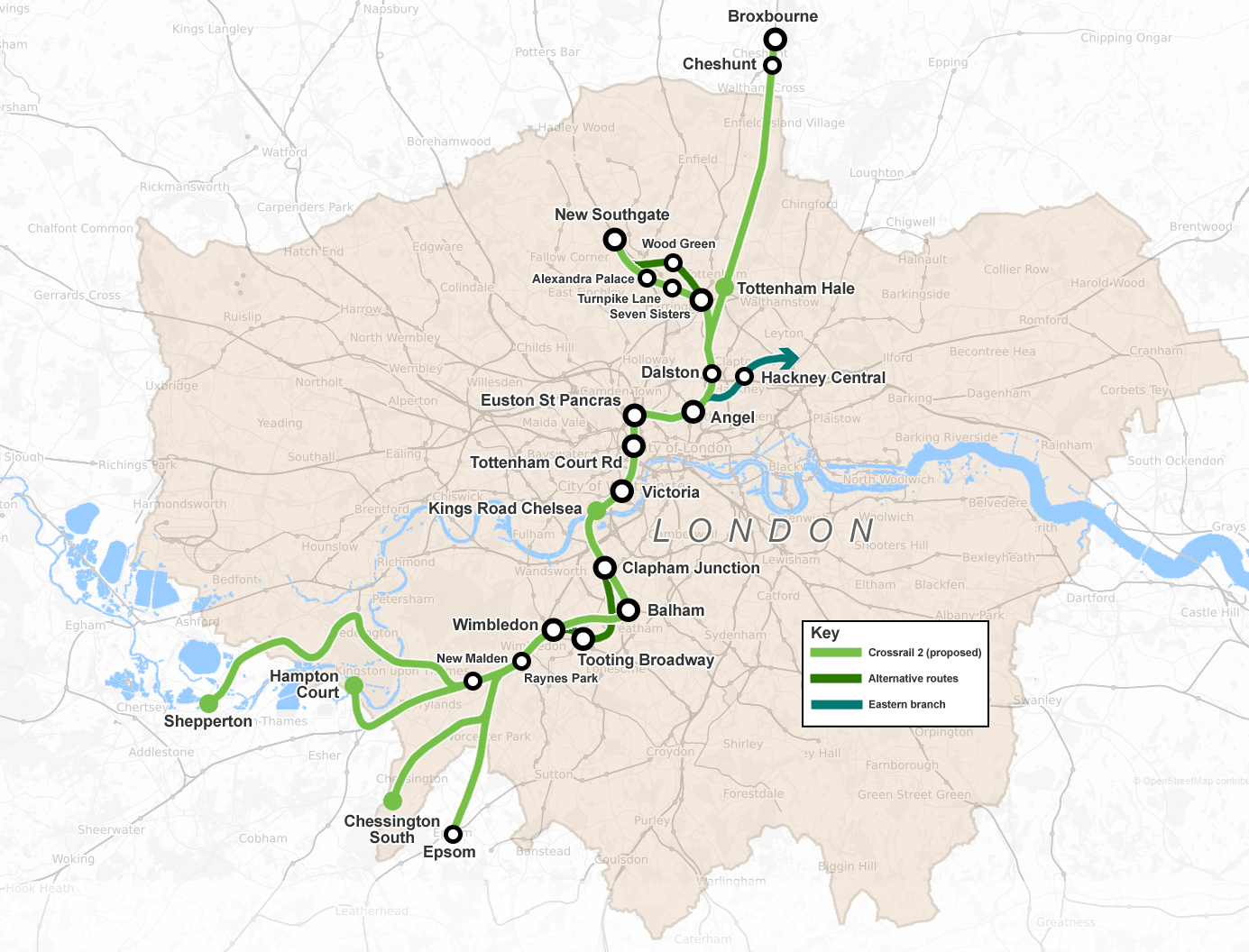
Voorstellen voor Crossrail2

## Crossrail
Na de oost-west verbinding Crossrail 1, de Elizabeth Line, zijn ook plannen voor een noord-zuid verbinding Crossrail 2 op tafel gelegd. Tussen Raynes Park in het zuiden en Angel in het noorden moet een stamlijn komen die zowel aan de noord als de zuidkant vertakt. Als het project wordt uitgevoerd zal de stamlijn tussen Wimbledon en Rayners Park in een tunnel onder de bestaande spoorlijn worden gelegd. Ten noorden van Wimbledon zijn twee tracé varianten die allebei directe diensten naar Euston en King's Cross St.Pancras mogelijk zullen maken.

## Ongevallen
Op 12 oktober 1972 botste een goederentrein op de achterzijde van een elektrisch treinstel dat op perron 10 stond. Twaalf mensen raakten gewond. Het ongeval was te wijten aan onoplettendheid van de machinist van de goederentrein.
Op 6 november 2017 ontspoorde een passagierstrein bestaande uit twee elektrische treinstellen van de klasse 450 in de buurt van Wimbledon. Vier mensen raakten gewond; meer dan 300 passagiers werden geëvacueerd uit de trein.
- London Transport Museum Photographic Archive
- Pictures of both entrances to station